# Enter (альбом)
Enter — дебютный студийный альбом нидерландской группы Within Temptation, вышедший на лейбле DSFA Records в 1997 году.
Стиль альбома очень отличается от последующих работ группы. Музыка на Enter тяжёлая, мрачная и медленная и тяготеющая к жанру готик-метал, в то время как более поздние альбомы Within Temptation относятся к симфоник-металу или симфо-року. Некоторые критики видят в Enter ещё и элементы дум-метала. Многие композиции составлены с бо́льшим использованием инструментальных партий и меньшим количеством вокала. В некоторых песнях Роберт Вестерхольт поёт гроулингом — в других альбомах этот приём не используется.
Тема лирики сосредоточена на темноте, смерти, пустоте, призраках, преисподней, войне вместо фантазий и любви.

## Список композиций
| № | Трек              | Длительность |
| - | ----------------- | ------------ |
| 1 | «Restless»        | 6:08         |
| 2 | «Enter»           | 7:14         |
| 3 | «Pearls of Light» | 5:14         |
| 4 | «Deep Within»     | 4:30         |
| 5 | «Gatekeeper»      | 6:43         |
| 6 | «Grace»           | 5:09         |
| 7 | «Blooded»         | 3:37         |
| 8 | «Candles»         | 7:07         |

## Участники записи
- Шарон ден Адель — вокал (сопрано)
- Роберт Вестерхольт — гитара
- Михиль Папенхове — гитара
- Йерун ван Вен — бас-гитара
- Ивар де Граф — ударные
- Мартейн Вестерхольт — синтезатор